# Diego Vázquez de Mercado

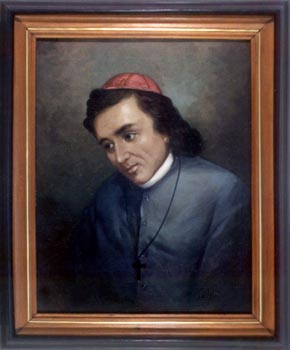
Diego Vázquez de Mercado

Diego Vázquez de Mercado (Alcaraz, 1533 - Manilla, 12 juni 1616) was een Spaans rooms-katholiek geestelijke. Vázquez was van 1608 tot zijn dood in 1616 de derde aartsbisschop van aartsbisdom Manilla.
Vázquez studeerde kerkrecht aan de Universidad de Mexico, waarna hij seculier priester werd. In 1581 reisde hij samen met de eerste bisschop van het nieuwe bisdom Manilla naar de Filipijnen. Hij diende daar als advocaat van Salazar en is tevens 16 jaar lang de eerste deken van de kathedraal van Manilla. In 1597 nam hij ontslag en vertrok naar Nieuw-Spanje waar hij kapelaan in Acapulco werd. In 1600 werd hij benoemd tot bisschop van Mechoacán. Drie jaar later in 1603 werd hij benoemd tot bisschop van Yucatán. Enkele jaren later, op 28 mei 1608 volgde een benoeming tot aartsbisschop van Manilla, waar hij arriveerde op 4 juni 1610. In zijn periode als aartsbisschop werd met financiële ondersteuning van hemzelf en enkele inwoners van Manilla de derde kathedraal van Manilla afgebouwd. In 1616 stierf hij op 83-jarige leeftijd.